# ويليام شرايبر
ويليام شرايبر (10 فبراير 1942 في رومانيا - ) (بالرومانية: William Schreiber)‏ هو لاعب كرة طائرة رومانيا. شارك في الألعاب الأولمبية الصيفية 1972. ولعب مع CS Dinamo București (men's volleyball) ‏.

## وصلات خارجية
- ويليام شرايبر على موقع أوليمبيديا (الإنجليزية)
- ويليام شرايبر على موقع اللجنة الأولمبية الرومانية (الرومانية)